# Gustaf Bengtsson (tonsättare)
Gustaf Adolf Tiburtius Bengtsson, född 29 mars 1886 i Vadstena församling, Östergötlands län, död 5 oktober 1965 i Linköpings församling, Östergötlands län, var en svensk tonsättare och musikpedagog.

## Biografi
Gustaf Bengtsson föddes 1886 i Vadstena. Han var son till organisten och musiklärare Johan Fredrik Bengtsson (1845–1903) i Vadstena församling och Selma Cassel. Bengtsson blev 1904 student vid Kungl. Musikkonservatoriet i Stockholm och avlade 1906 organistexamen, 1909 kyrkosångarexamen och 1916 musiklärarexamen. Bengtsson blev organist och klockare i Motala församling 1910. Han var verksam som musiklärare vid Karlstads folkskoleseminarium från 1922 och vid Linköpings folkskoleseminarium från 1942. Bengtsson utgav Koralbok för seminarium, skola och hem (1928). Han komponerade tre symfonier, en violinkonsert, en cellokonsert samt flera orkesterverk och verk för kör.
Bengtsson grundade Motala kvartettsångarförbund.

## Musikverk

### Orkesterverk
- Festpolonäs nummer 1, komponerad 1937.[7]
- Festpolonäs nummer 2, komponerad 1941.[7]
- I Wadstena kloster, svit. Tre tonmålningar, komponerad 1948.[7]
- Orkestersvit nummer 1, komponerad 1941.[7]
- Festpolonäs nummer 2.[7]
- Symfoni nummer 1 op 6 c-moll, komponerad 1908.[7]
- Symfoni nummer 2 d-moll, komponerad 1910.[7]
- Symfoni nummer 3 c-moll, komponerad 1922.[7]
- Vettern, symfonisk dikt, komponerad 1949.[7]
- Älven sjunger, Värmlandsrapsodi, komponerad 1936[7]

### Kammarmusik
- Stråkkvartett i G-dur.[7]
- Stråkkvintett i a-moll.[7]

### Piano
- Mazurka, utgiven på Röder, Leipzig.[7]

### Orgel
- Koralbok för seminarium, skola och hem, utgiven på Abraham Lundquists musikförlag 1928.[7]
- Korta förspel till samtliga koraler i 1921 års psalmbokstillägg, utgiven på Abraham Lundquists musikförlag.[7]
- Miniatyrer för orgelharmonium, utgiven på Abraham Lundquists musikförlag 1941.[7]

1. Aria.
2. Sarabande.
3. Fugaförspel.
4. Fuga.
5. Canon.

- Preludiebok för skola och hem innehållande preludier för orgel eller orgelharmonium till samtliga koraler i den svenska koralboken av år 1939, utgiven på Abraham Lundquists musikförlag 1941.[7]
- Preludier till alternativa koraler i 1921 års psalmbokstillägg, utgiven på Abraham Lundquists musikförlag 1935.[7]
- Preludier till de nya koralerna av år 1937, utgiven på Abraham Lundquists musikförlag 1938.[7]
- Preludier till samtliga koraler till svenska psalmboken år 1918.[7]
- Variation, fuga och koral över Vi tacke Dig, o Jesu god.[7]

### Kör
- Engelbrekt (text av K.G. Ossiannilsson), för solister, kör och orkester, utgiven på Abraham Lundquists musikförlag.[7]
- Lyft mig (text av J. Skog), utgiven på Noteria.[7]
- Två sånger i folkton, för blandad kör.[7]
  - 1. Nu går jag tyst (text av B. Nyström).
  - 2. Jutta kommer till folkungarna (text av Verner von Heidenstam).

#### Damkör
- Detta är Sverige (text av R. Ekström), utgiven på Abraham Lundquists musikförlag 1943.[7]

#### Barnkör
- Vandring i skogen (text av Gustaf Bengtsson), utgiven på Lyckoslanten.[7]
- Envar sin egen lyckas smed, utgiven på Lyckoslanten.[7]

#### Manskör
- Blomstermånad (text av Josef Oliv), utgiven på Wilhelm Hansen.[7]
- Julsång (C.H. Ekstam), utgiven på Abraham Lundquists musikförlag.[7]
- Lovsjungen Herren (text av J.A. Eklund), utgiven på Abraham Lundquists musikförlag.[7]
- Trogen vid ditt kors (text av J.A. Eklund), utgiven på Abraham Lundquists musikförlag.[7]
- Vinternatt (text av Artur Stjernhjelm).[7]
- Östgötasång (text av B. Mörner), utgiven på Gehrmans musikförlag.[7]
- Östgötasång ”Så grann står Östergyllen” (text av Sten Granlund), utgiven på Nordiska Musikförlaget, 1930.[7]

### Fotnoter
1. 1 2 3 4 5  Sveriges dödbok 1830–2020, åttonde utgåvan, Sveriges Släktforskarförbund, november 2021, läst: 29 april 2022.[källa från Wikidata]
2. 1 2  Vadstena kyrkoarkiv, Födelse- och dopböcker. Huvudserien, SE/VALA/00401/C I/10 (1876-1894), bildid: A0009165_00097, sida 185, födelse- och dopbok, s. 185, Nationell Arkivdatabas Referenskod: I/10 SE/VALA/00401/C I/10, läs onlineläs online, läst: 28 oktober 2023, ”17,Mars,22,Maj,20,1,,Gustad Adolf Tiburtius, Bengtsson Johan Fredrik, Klockare och organist”.[källa från Wikidata]
3. 1 2 3  Gustaf Bengtsson (1886-1965), Levande musikarv, Levande Musikarv-ID: bengtsson-gustaf, läs online, läst: 28 oktober 2023.[källa från Wikidata]
4. 1 2  Nässja kyrkogård Gustav Bengtsson, Kulturgravar, läs online, läst: 28 oktober 2023.[källa från Wikidata]
5. ↑  Musicalics, Musicalics kompositörs-ID: 81922, läst: 5 april 2022.[källa från Wikidata]
6. ↑  Sveriges dödbok 1815–2022, nionde utgåvan, Sveriges Släktforskarförbund, december 2023, Bengtsson, Gustaf Adolf Tiburtius
(18860329-231)
AR, DOR 65?
7. 1 2 3 4 5 6 7 8 9 10 11 12 13 14 15 16 17 18 19 20 21 22 23 24 25 26 27 28 29 30 31 32 33 34 35 36  Gustaf Bengtsson (tonsättare) i Levande musikarv
8. ↑  Bengtsson Gustaf, red (1928). Koralbok för seminarium, skola och hem: bihang – valda stycken ur musiken till svenska mässan. Stockholm: Abr. Lundquist. Libris 3272280